# Szász Rozália (író)
Szász Rozália, Szász Rozi (Szék, 1958. június 26. –) romániai magyar író, Széken él. 1995-2015 között a Széki TV szerkesztője.

## Életpályája
Széken született, iparos családban, édesapja Szász István csizmadiamester volt. Általános iskoláit szülőfalujában végezte. Szamosújváron járt középiskolába. Érettségi után helyettes tanárként dolgozott, és esti tagozaton végezte el a nővérképzőt. Ez után visszament Székre, és előbb banktisztviselőként, majd a helyi önkormányzatnál, később a helyi kábeltv stúdiójában dolgozott.
1992-ben létrehozta a Fekete-Piros Kulturális Alapítványt, amely kiinduló pontja az egész széki, rendszerváltást követő kulturális, hagyományőrző mozgalomnak.
1995-ben ifjabb Csoóri Sándorral és Kobzos Kiss Tamással megszervezte az Első Széki Hagyományőrző Tánctábort.
1995-ben átképezte magát a média és kommunikáció területére, és létrehozta az önálló, területi sugárzású SZÉKI TV-stúdiót, ahol helyi jellegű műsorokat szerkesztett és közvetített húsz éven keresztül. Munkája teljesen egyedi és célirányos – a helyi néprajzi értékeket, hagyományokat felkutatni, felmutatni, és tovább éltetni, a székieket tanulmányozó szakembereket minden módon segíteni, velük együttműködni.
2014-ben, közéleti tevékenységéért és a falu érdekében végzett munkájáért Szék díszpolgára címmel tüntették ki.

## Tevékenységei
- 1977–1978 – helyettes tanár, Széki Általános Iskola
- 1978 – 1980 – helyettes tanár, Málnás község, Kovászna megye
- 1980 – 1990 – OTP-banktisztviselő, Szék
- 1990 – 1995 – Széki Önkormányzat, művelődés szervező
- 1995 – 2015 – Széki TV, műsorszerkesztő

## Irodalmi munkássága
Már kora ifjúságától verseket, később novellákat írt és közölt különféle ifjúsági és irodalmi lapokban. 1981-ben országos irodalmi pályázaton első díjat nyert, aminek során Sütő András és Lászlóffy Csaba biztatták további írásra. Ennek ellenére, főleg politikai meggondolásból (rendszerellenes elemként tartották nyilván) az írást abbahagyta, és csak az utóbbi években fordult ismét az irodalom felé. Írásainak fő témája a szülőföld, annak történelme, valamint jelene és jövője foglalkoztatják.

## Munkái
- 2000 – Szék – helytörténeti ismertető
- 2001 – Széki Millenniumi Emlékkönyv
- 2014 – Fekete gyökéren (Széki magyarok évszázadai)[1] ISBN 978-963-298-146-8
- 2017 – Myalgiás ölelés ISBN 978-606-9754-89-4
- 2019 – Mese, hab nélkül
- 2019 – Ahol a só kivirágzik (Gondolatok széki muzsikára)[2] ISBN 978-615-5700-71-2
- 2020 – Móka-kávé ISBN 978-606-8475-18-9
- 2022 – Balladák könnye (Kráter Műhely Egyesület) ISBN 978-963-298-274-8
- 2022 – Karan-tan (Garabontzia Kiadó) ISBN 978-606-8301-36-5
- 2022 – Az ablak (Erdélyi Szalon kiadó) ISBN 978-615-601-693-5
- 2023 – Iskola az Olt mentén (Erdélyi Szalon kiadó) ISBN 978-615-650-222-3

## Egyéb publikációk
- 3szek.ro – Fekete piros üzenet
- http://folkmagazin.hu/
- Memóriapróba. Lászlóffy Csaba-emlékkönyv; 57 old. "Búcsú a prófétámtól", Kriterion, Kolozsvár, 2018 ISBN 978-973-26-1194-4
- Találkozás önmagunkkal, Művelődés (folyóirat), LXXIV. évfolyam – 2021/08
- „Valahol Oroszországban…”,  Művelődés (folyóirat), LXXIV. évfolyam – 2021/10
- Gyönyörű sors, Művelődés (folyóirat), LXXIV. évfolyam – 2021/10